# Józef Spychalski (poseł)
Józef Witold Spychalski (ur. 24 lutego 1916 w Krzelowie, zm. 17 lipca 1996 w Łodzi) – polski działacz komunistyczny, uczestnik wojny obronnej w 1939, poseł na Sejm PRL II, III, IV i V kadencji.

## Życiorys
Syn Jana Kazimierza i Julianny ze Szwermów. Posiadał wykształcenie średnie jako technik ogrodnik. Uczestnik (jako plutonowy podchorąży) wojny obronnej w 1939, okres II wojny światowej spędził jako jeniec w Niemczech. Po wojnie był działaczem Związku Zawodowego Włókniarzy. W marcu 1947 przystąpił do Polskiej Partii Robotniczej, a w grudniu 1948 wraz z nią do Polskiej Zjednoczonej Partii Robotniczej. W latach 1957–1972 był posłem na Sejm PRL II, III, IV i V kadencji.
W latach 1959–1964 był zastępcą członka, a w latach 1964–1971 członkiem Komitetu Centralnego PZPR. Także w okresie 1964–1971 pełnił funkcję I sekretarza Komitetu Łódzkiego PZPR.
Napisał i wydał książki: Trudne powroty (1983), Powtórka z ideologii (1986) oraz tomik wierszy Przez życie (1993).
Pochowany na cmentarzu komunalnym Doły w Łodzi.

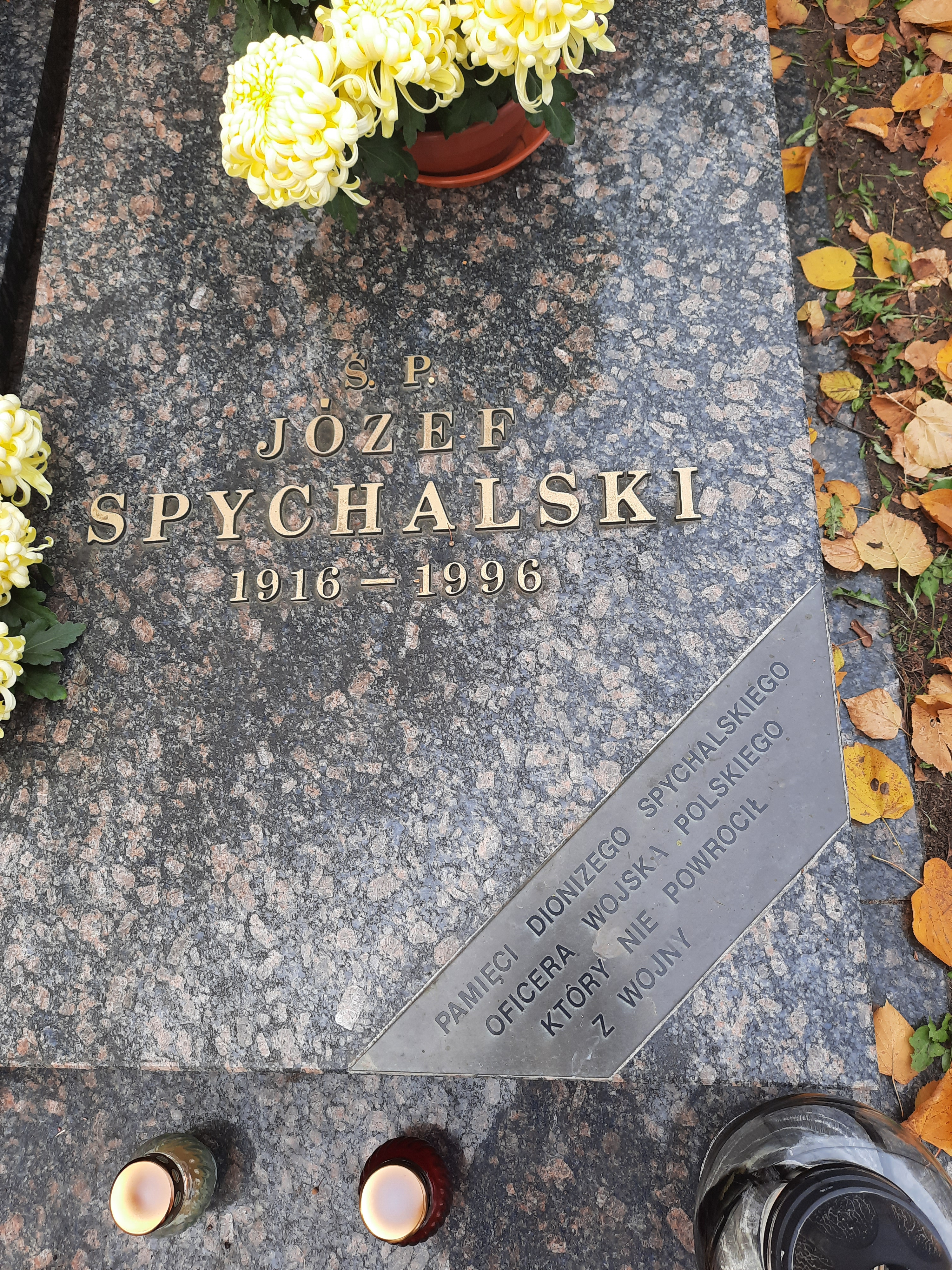

Jego brat, sierż. podch. Dionizy Spychalski z baonu Słobódka zginął 21 września 1939 pod radzieckim czołgiem, który chciał wysadzić granatami.

## Odznaczenia
- Order Sztandaru Pracy I klasy (1964)[3]
- Krzyż Kawalerski Orderu Odrodzenia Polski
- Srebrny Krzyż Zasługi (1955)[4]
- Odznaka 1000-lecia Państwa Polskiego (1966)[5]